# Гертник
Гертник або Гертник (словац. Hertník) — село в Словаччині, Бардіївському окрузі Пряшівського краю.
Вперше згадується у 1351 році.
В селі є римо-католицький костел св. Катерини Александрійської, перша згадка про нього походить з 1355 року, коли був ще дерев'яний.

## Географія
Розташоване в північно-східній частині Словаччини, у північно-західній частині Бартошовської угловини в долині потока Пастовнік.

## Населення
| Рік:            | 1994. | 2004.   | 2014.   | 2024.   |
| --------------- | ----- | ------- | ------- | ------- |
| Кількість осіб: | 970   | 1004    | 1025    | 1010    |
| Різниця:        |       | +3,50 % | +2,09 % | -1,46 % |

| Рік:            | 2023. | 2024.   |
| --------------- | ----- | ------- |
| Кількість осіб: | 1005  | 1010    |
| Різниця:        |       | +0,49 % |

В селі проживає 1021 осіб.
Національний склад населення (за даними останнього перепису населення — 2001 року):
- словаки — 97,35 %
- цигани — 2,04 %
- українці — 0,31 %
- чехи — 0,10 %

Склад населення за приналежністю до релігії станом на 2001 рік:
- римо-католики — 98,37 %,
- греко-католики — 1,33 %,
- не вважають себе віруючими або не належать до жодної вищезгаданої церкви — 0,30 %